# 인민해방반란군
인민해방반란군(불가리아어: Народоосвободителната въстаническа армия, НОВА)은 불가리아의 반파시즘 파르티잔 저항운동 조직이다. 이 조직은 불가리아 공산당이 주도했으며, 1944년 불가리아 쿠데타를 일으켜 불가리아 왕국을 추축국에서 탈퇴시켰다. 